# Norka Latamblet
Norka Latamblet Daudinot (ur. 25 sierpnia 1962 w Guantánamo) – kubańska siatkarka, medalistka igrzysk olimpijskich.

## Życiorys
Latamblet była w składzie reprezentacji Kuby podczas igrzysk olimpijskich 1992 w Barcelonie. Jej reprezentacja zdobyła złoty medal. Zdobywczyni pucharu świata w piłce siatkowej w 1989 i 1991 roku oraz srebrna medalistka z 1985 roku. Mistrzyni igrzysk panamerykańskich z 1983, 1987 i 1991. Mistrzyni igrzysk Ameryki Środkowej i Karaibów z 1982, 1990 i 1993 roku. Srebrna medalistka mistrzostw Ameryki Północnej, Środkowej i Karaibów z 1981 roku.